# Orgullo de Copenhague
El Orgullo de Copenhague es el festival anual de derechos humanos más grande de Dinamarca, centrado en temas LGBTQ+. Participa toda la capital, Copenhague , y se celebra en agosto. Una ocasión colorida y festiva, que combina temas políticos con conciertos , películas y un desfile. El punto central es la Plaza del Ayuntamiento, en el centro de la ciudad. Desde aproximadamente 2012, el festival solía comenzar el miércoles de la Semana del Orgullo y culminaba el sábado con un desfile. En 2017, unas 25.000 personas participaron en el desfile con carrozas y banderas, y más de 300.000 personas salieron a las calles para disfrutarlo.
En 2022, el Orgullo de Copenhague se celebrará durante nueve días, del sábado 13 de agosto al domingo 21 de agosto. Este es el Orgullo de Copenhague más largo, a excepción de cuando la ciudad albergó el EuroPride (1996) y el WorldPride (2021).
Además del Orgullo de Copenhague, hay un orgullo anual más pequeño en Aarhus y el festival de cine LGBT MIX Copenhague.

## Historia
El Orgullo de Copenhague comenzó en 1996, cuando Copenhague era la Capital Europea de la Cultura y albergó el evento EuroPride. A partir de 1998, el festival se llamó Mermaid Pride y, a partir de 2004, Copenhague Pride. Durante los primeros años, el festival se celebró en junio, pero en 1999 se trasladó a agosto. El festival del orgullo de la ciudad se ha celebrado todos los años desde 1996, y uno de los eventos más destacados se celebró en relación con los World Outgames en 2009. Además del festival de verano, el primer Orgullo de Invierno de Copenhague se celebró en febrero de 2015. En 2017, el Orgullo de Copenhague ganó la candidatura para albergar el WorldPride en 2021, una celebración de 11 días del amor, la igualdad y los derechos humanos. El WorldPride 2021 se combinó con los EuroGames organizados por la organización deportiva LGBT, Pan Idræt.